# Рудольф III (курфюрст Саксонии)
Рудольф III (нем. Rudolf III., Herzog von Sachsen-Wittenberg, ок. 1373 — 11 июня 1419) — герцог Саксен-Виттенбергский, курфюрст Саксонии.

## Биография
Рудольф III был старшим сыном курфюрста Саксонии Венцеля и Сесилии да Каррара. После смерти отца в 1388 году унаследовал титул курфюрста. Был втянут в долговременный спор с архиепископством Магдебургским.
В 1419 году император Сигизмунд отправил Рудольфа на подавление гуситского восстания в Чехии, но по дороге туда он неожиданно умер; подозревают, что он был отравлен. Так как у него не было наследников мужского пола, титул унаследовал его младший брат Альбрехт.

## Семья и дети
Рудольф был женат дважды: между 1387 и 1389 годами он женился на Анне, дочери тюрингского ландграфа Балтазара, а после её смерти в 1396 году женился на Барбаре, дочери Руперта I Легницкого. От двух браков у него было пятеро детей:
- Схоластика (1393—1463), замужем за Яном I Жаганьским
- Рудольф (ум. 1406)
- Венцель (ум. 1407)
- Зигмунд (ум. 1407)
- Барбара (1405—1465), замужем за бранденбургским маркграфом Иоганном